# Mons Agnes
Mons Agnes è un monte lunare designato con questo nome nel 1979; "Agnes" è un nome femminile greco. Ha un diametro approssimativo di 0.65 km.